# Prossimo episodio
(Hubert Aquin, Prossimo episodio)
Prossimo episodio è un romanzo scritto dallo scrittore, sceneggiatore, giornalista, saggista, regista e intellettuale canadese Hubert Aquin e pubblicato a Parigi nel 1965.

## Trama
In Svizzera, un rivoluzionario separatista del Québec ha la missione di uccidere un agente legato alle forze federali canadesi. Rinchiuso in un istituto psichiatrico, racconta gli avvenimenti che, dalla Svizzera, l'hanno portato a causa del terrorismo sino a questa prigione. Perché ha intrapreso questa battaglia? Sino alla fine sosterrà che la lotta è giusta, che è stata condotta nella maniera più efficace, nonostante non sia riuscito a uccidere il suo doppio fino all'accerchiamento finale...

## Il linguaggio
Il linguaggio è non solo colto e riferito a un gran numero di contesti contemporaneamente, ma ha una valenza simbolica molto più forte che ne L'invenzione della morte. Le apparenti “rotture” dei piani lessicali, scelta dei vocaboli e tempi dei verbi sono apparenti sgrammaticature che hanno tutte un senso più profondo, e invitano a leggere “andando oltre” la lettera. Quando ci aspetta un passato e si trova un presente o un imperfetto, l'Autore vuole richiamarci a considerare lo stato continuo dell'essere – e non a soffermarsi esclusivamente sulla “puntualità” dell'azione. Queste asperità che talvolta erano semplici errori dovuti alla mancanza di una rilettura finale del testo ne L'invenzione della morte, infatti, qui hanno tutt'altro senso: la lingua è allucinazione, sogno, delirio, speranza, in cui i piani temporali si confondono continuamente tra passato, presente, futuro, sogno, incubo e speranza.

## Commenti
Prossimo episodio è un thriller psicologico che evolve in una confessione dai toni suicidi man mano che la ricerca individuale della rivoluzione fallisce, ma è anche un testo densamente allusivo e poetico, che contiene una teoria postmoderna dell'arte e del linguaggio. Accolto in maniera entusiastica sia dai critici che dai separatisti radicali quebecchesi negli anni della “rivoluzione tranquilla”, Prossimo episodio, conosciuto e tradotto in tutto il mondo, è il romanzo “faro” di Hubert Aquin.
Prossimo episodio è anche un romanzo autobiografico: militante per l'indipendenza del Québec, Aquin vive durante la stesura romanzo un periodo movimentato segnato da un arresto e dalla detenzione di alcuni mesi in un istituto psichiatrico.

## Edizioni
- Hubert Aquin, Prochain épisode, Leméac, Ottawa, 1965.
- Hubert Aquin, Next Episode, traduzione di Sheila Fischman, postfazione di Jean-Louis Major, New Canadian Library, 2001,  pp. 136 pp, ISBN 978-0-7710-3471-8.
- Hubert Aquin, Prossimo episodio, traduzione di Maria Antonietta Fontana, collana Fuori, il Sirente, Fagnano Alto, 2011,  pp. 160 pp, ISBN 978-88-87847-28-4.